# Eleição presidencial na Argentina em março de 1973
Nas eleições presidenciais argentinas de março de 1973, o peronista Héctor J. Cámpora foi eleito presidente e o conservador Vicente Solano Lima foi eleito vice-presidente, candidatos da Frente Justicialista de Libertação (Frejuli). Foram organizadas pela ditadura que se autodenominava " Revolução Argentina ", chefiada na época pelo general Alejandro Agustín Lanusse , que havia assumido o poder em 1966, como parte da série de ditaduras militares na América Latina, no âmbito da Doutrina de Segurança Nacional Elaborada na Guerra Fria . A ditadura pretendia um processo eleitoral controlado pelos militares, denominado " Grande Acordo Nacional ", mas uma ampla frente de partidos políticos denominada La Hora del Pueblo , apoiada no acordo das três principais forças políticas ( Peronismo , radicalismo e frondizismo ), rejeitou condições militares e exigiu "eleições livres sem proscrições". Por fim, foi imposta uma ampla convocação sem condições, mas com um estratagema formal que impediu Juan Domingo Perón , exilado há 18 anos, de se apresentar como candidato. A exclusão de Perón das eleições de março relativizaria a representatividade do Presidente Cámpora e levaria à sua demissão dois meses depois, para permitir a realização de eleições sem qualquer exclusão.
Em 1972, a ditadura realizou uma reforma constitucional que reformou o sistema eleitoral estabelecendo que o presidente deveria ser eleito pelo voto direto e maioria absoluta de votos, e sancionou legislação eleitoral que estabelece que caso esse percentual não seja alcançado na eleição, é o segundo turno entre os candidatos que adicionou mais de 15%, na esperança de que o voto antiperonista unirão forças no segundo turno. unirão forças no segundo turno. Também reduziu o mandato presidencial para quatro anos e sincronizou todos os mandatos executivos e legislativos, para que houvesse eleições apenas uma vez a cada quatro anos.
Cámpora obteve 49,53% dos votos no primeiro turno, atrapalhando os planos da ditadura. Ricardo Balbín, da União Cívica Radical, alcançou um fraco segundo lugar com 21,29% e Francisco Manrique, candidato da ditadura, obteve o terceiro lugar mas sem atingir os 15% que lhe teriam permitido ir ao segundo turno. Poucos dias depois, Balbín anunciou que não concorreria ao segundo turno e Cámpora foi proclamado presidente.

## Campanha

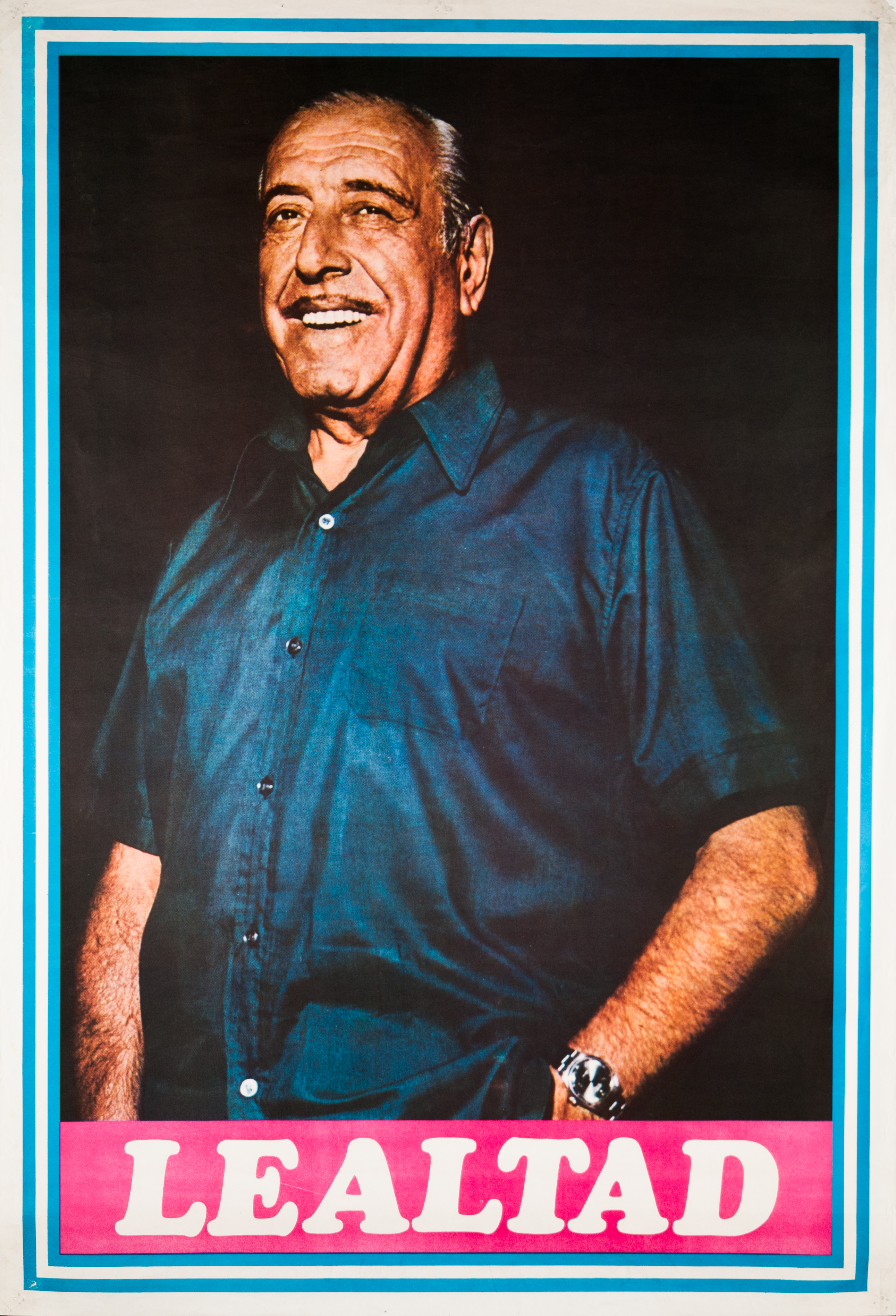
Cartaz da campanha de Cámpora, destacando-o como um candidato "leal" a Perón.

FREJULI lançou sua campanha em 21 de janeiro de 1973, em um grande evento no parque municipal de San Andrés de Giles, onde morava o candidato presidencial. O slogan da campanha de Cámpora foi “Cámpora ao governo, Perón ao poder”. Até então o organizaciones guerrilleras peronistas e a Tendencia Revolucionaria, Eles ficaram mais fortes e ganharam grande popularidade por seu papel na campanha pelo retorno de Perón. Desta forma, as organizações político-militares Montoneros desempenhou um papel transcendental na campanha da Cámpora. O sindicalismo peronista quase não atuou nele, contribuindo também para a aproximação entre Cámpora e os jovens do peronismo revolucionário. Um local de campanha de Cámpora colocado em um mesmo lugar a "las fuerzas armadas y los partidos liberais" (em referência clara à UCR) e a acusação de querer manter uma política apegada ao imperialismo estadounidense, declarando que a vitória de FREJULI levaria a Perón assumiu o governo novamente e construiu a "pátria socialista", evidenciando a influência da esquerda radical no peronismo.
Por outro lado, a União Cívica Radical realizou uma campanha de sucesso na "liberação nacional", muito semelhante à de FREJULI, tentando desmarcar o apoio aos governos militares e à proscrição do peronismo. Antes da alta probabilidade de uma derrota eleitoral aplastante, durante o encerramento da campanha, o candidato presidencial Ricardo Balbín declarou: "El que gana gobierna, y el que pierde ayuda", em referência ao seu desejo de que se respetaran os resultados ao final de evitar um novo golpe de Estado.
O candidato da APF, Francisco Manrique, que declarou numa entrevista em 1972 que, embora não apoiasse o peronismo, acreditava que Perón era "trascendental" por uma solução nacional, Fez campanha a favor de um incremento da autonomia provincial, e de realçar os valores republicanos e federais que a constituição consagrou, promovendo um programa de força liberalismo económico, opondo-se a qualquer tendencia estatista.
A injerência das Forças Armadas durante a campanha eleitoral foi muito alta. Em 28 de janeiro, o general fiscal Gervasio Colombres solicitou ao Tribunal Eleitoral a dissolução de Frejuli, provocando uma condenação quase unânime de todos os partidos políticos. Em 5 de fevereiro, a ditadura tensionou ainda mais o clima ao proibir mais uma vez a presença de Perón na Argentina, até a posse do governo democrático. Em 7 de fevereiro, os generais do Exército firmaram um compromisso público "até 25 de maio de 1977 para garantir a continuidade do processo de institucionalização e a estabilidade do próximo governo", mas a Marina e a Aviação negaram-se a assumir esse compromisso.
O dia 8 de março finalizou a campanha eleitoral. Nos dias 9 de junho e sábado 10, a televisão divulgou extensivamente uma mensagem do general Lanusse, no qual ele notou claramente seu rechazo a Frejuli e o apoio que da população dependia votar em um governo "realmente democrático", que garantizara que não haveria novos golpes de estado.

## Resultados

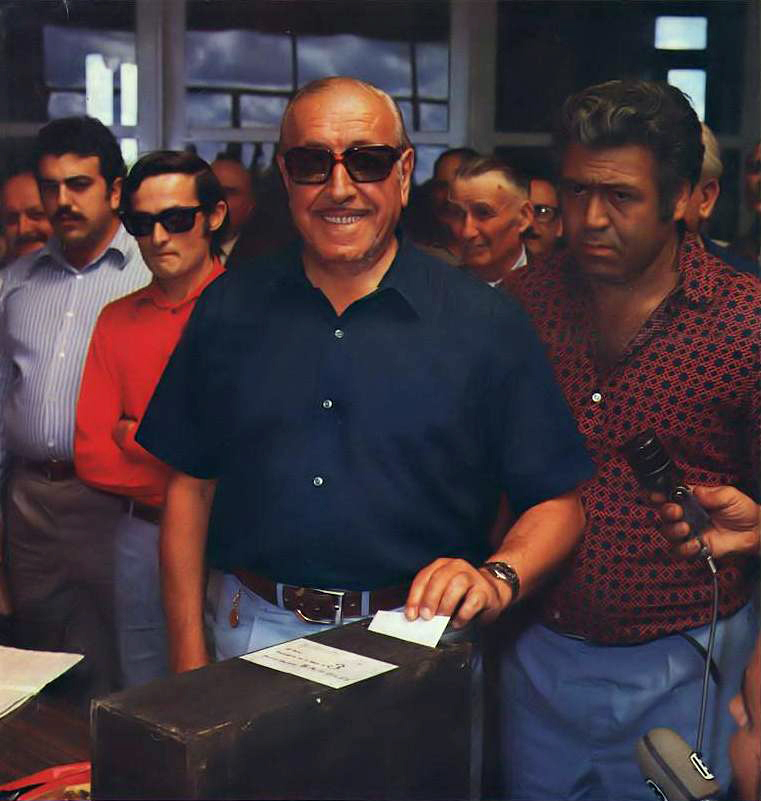
Cámpora votando.

As eleições foram realizadas sem problemas no 11 de março e na Cámpora, que precisavam dos 50% dos votos para serem eleitos na primeira volta, receberam os 49,53%, a menos de meio ponto percentual de obter um triunfo absoluto.  Balbín ficou em segundo lugar, muito atrás, com os 21,29% dos votos, e depois Manrique obteve os 14,91%, com apenas 0,09 pontos de acesso também a uma votação junto com os outros candidatos mais votados.
Apesar de a intenção do governo militar de forçar uma balança entre Câmara e Balbín ter sido teoricamente cumprida, o resultado irônico abandonou uma situação muito desigual: Cámpora foi sobreposta a Balbín por talvez três pontos de diferença, sendo praticamente impossível que o candidato radical  obtuviese la victoria na segunda volta.  No dia 30 de março, Balbín reconheceu a vitória de Cámpora e anunciou que se retiraria da balança.  O governo militar aceitou a retirada de Balbín e declarou a Câmara como presidente eleito, sendo juramentado em 25 de maio e terminando no período de quase sete anos da Revolução Argentina, e morrendo da proscrição do peronismo.
| Março de 73                | Março de 73    | Março de 73        |
| Candidato                  | Votos          | Porcentagem        |
| -------------------------- | -------------- | ------------------ |
| Héctor Cámpora (PJ)        | 5.899.642      | 49,53%             |
| Ricardo Balbin (UCR)       | 2.535.581      | 21,29%             |
| Francisco Manrique (PF)    | 1.775.767      | 14,91%             |
| Oscar Alende (PI)          | 885.274        | 7,43%              |
| Ezequiel Martinez          | 374.262        | 2,92%              |
| Júlio Chamizo (NF)         | 235.188        | 1,97%              |
| Américo Ghioldi (PSD)      | 109.068        | 0,92%              |
| Juan Carlos Coral (PST)    | 73.799         | 0,62%              |
| Jorge Abelardo Ramos (FIP) | 48.571         | 0,41%              |
| Abstenções                 | Abstenções     | 2.016.079 (14,14%) |
| Votos brancos              | Votos brancos  | 279.855 (2,29%)    |
| Votos nulos                | Votos nulos    | 50.905 (0,42%)     |
| Votos apurados             | Votos apurados | 14.256.991 (100%)  |
| Fonte:                     |                |                    |

Nota: Em negrito, o candidato vencedor, e, em itálico, o partido do candidato.